# Trierer Evangeliar (Ms 61)

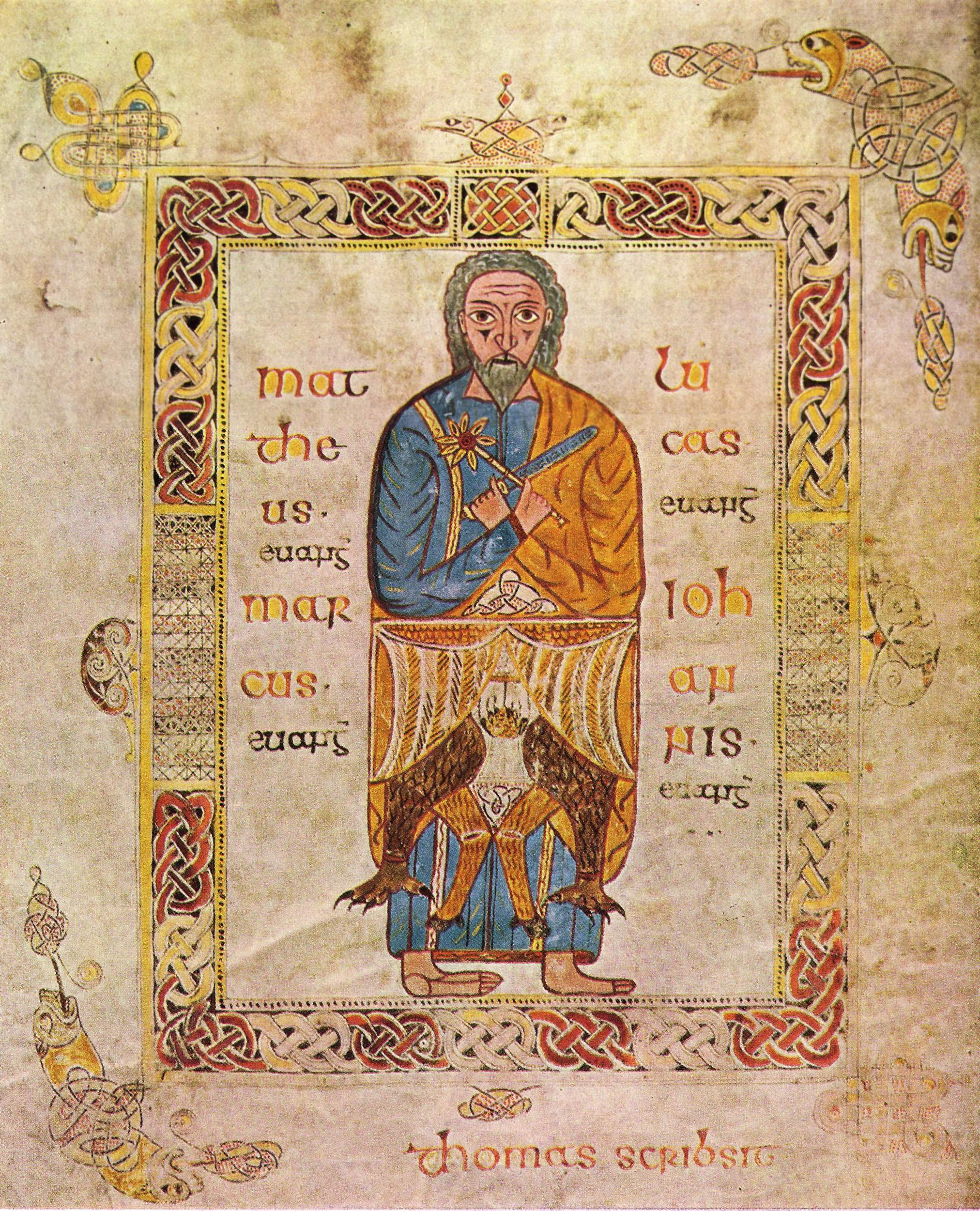
Tetramorphe Person (fol. 5v)

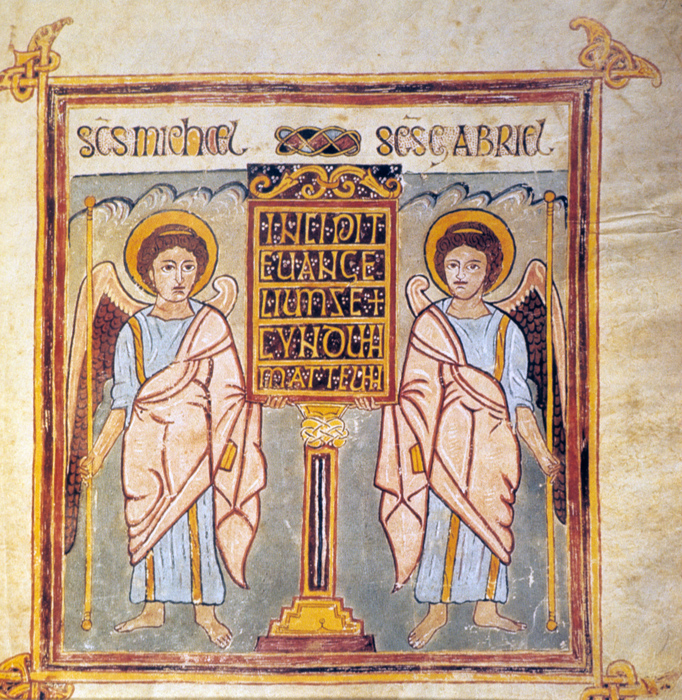
Zwei Erzengel (fol. 10r)

Das Trierer Evangeliar, auch Thomas-Evangeliar genannt, ist eine illustrierte Handschrift aus dem 8. Jahrhundert. Sie befindet sich in der Bibliothek des Trierer Doms (Signatur Ms 61/134). Die Handschrift entstand wahrscheinlich in der Abtei Echternach. Sie besteht aus 208 Pergamentfolien mit 16 illuminierten Seiten. Sie enthält die Texte der vier Evangelien mit Erläuterungen, dazu einen Brief von Hieronymus und die Konkordanztabellen des Eusebius.
Die Gestaltung der Seiten zeigt insulare und merowingische Einflüsse. Die Abbildungen zeigen ein Kreuz mit den vier Evangelistensymbolen, Darstellungen von drei Evangelisten, eine tetramorphe Person (Symbole der vier Evangelisten in einer Person) und zwei Erzengel.
Die Handschrift kam zu einem unbekannten Zeitpunkt in das Kloster Steinfeld bis zu dessen Säkularisation 1802. Seit spätestens 1891 befand sie sich im Trierer Domschatz.